# 贝格豪普滕
贝格豪普滕是德国巴登-符腾堡州的一个市镇。总面积9.69平方公里，总人口2415人（2015年），人口密度247人/平方公里。